# Németvölgy
Németvölgy ([ˈneːmɛtvølɟ]) est un quartier de Budapest situé dans le 12e arrondissement de Budapest. À l'ombre de Sas-hegy, il est délimité à l'ouest par le cimetière de Farkasrét.